# Pobzig

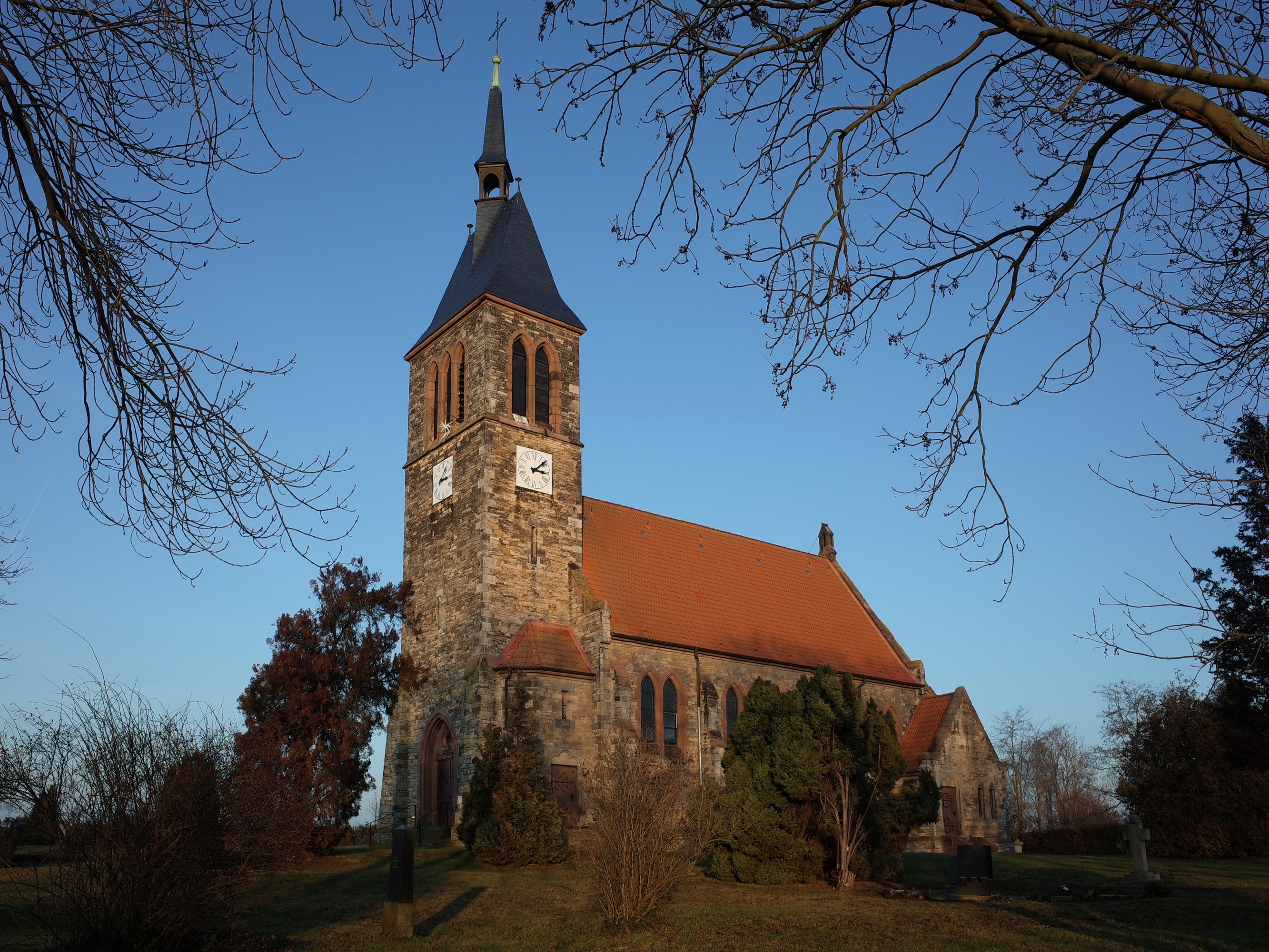
Kirche St. Petri

Pobzig ist ein Ortsteil der Stadt Nienburg (Saale) im Salzlandkreis in Sachsen-Anhalt, Deutschland.

## Geografie
Pobzig liegt etwa 8 km nordöstlich der Kreisstadt Bernburg (Saale) in der Magdeburger Börde.

### Ortschaftsgliederung
Zur Ortschaft Pobzig gehören die Ortsteile Pobzig, Borgesdorf und Gramsdorf.

## Eingemeindung
Durch einen Gebietsänderungsvertrag hat der Gemeinderat der Gemeinde Pobzig am 4. Februar 2009 beschlossen, dass die Gemeinde Pobzig in die Stadt Nienburg (Saale) eingemeindet wird. Dieser Vertrag wurde vom Landkreis als unterer
Kommunalaufsichtsbehörde genehmigt und trat am 1. Januar 2010 in Kraft.
Nach Eingemeindung der bisher selbständigen Gemeinde Pobzig werden Pobzig, Borgesdorf und Gramsdorf Ortsteile der Stadt Nienburg (Saale). Für die eingemeindete Gemeinde wird die Ortschaftsverfassung nach den §§ 86 ff. der Gemeindeordnung Sachsen-Anhalt eingeführt. Die eingemeindete Gemeinde Pobzig und künftigen Ortsteile Pobzig, Borgesdorf und Gramsdorf werden zur Ortschaft der aufnehmenden Stadt Nienburg (Saale). In der eingemeindeten Gemeinde und nunmehrigen Ortschaft Pobzig wird ein Ortschaftsrat mit sieben Mitgliedern einschließlich Ortsbürgermeister gebildet.

## Verkehrsanbindung
Etwa 3 km südlich von Pobzig verläuft die Bundesstraße 185 (Bernburg (Saale)–Köthen (Anhalt)). Die nächste Anschlussstelle Bernburg an der Bundesautobahn 14 (Halle (Saale)–Magdeburg) liegt etwa 15 km westlich der Ortschaft.

## Persönlichkeiten
- Franz Reichert (* 1863 in Pobzig; † 1941 in Quellendorf), Bauer und Politiker, Landtagsabgeordneter im Landtag von Anhalt